# Тулий
Тулий е химичен елемент от периодичната система със символ Tm и атомен номер 69. Елементът е лантанид и се причислява към групата на редкоземните метали.